# Rhaphuma pingana
Rhaphuma pingana là một loài bọ cánh cứng trong họ Cerambycidae.